# Balta Doamnei
Balta Doamnei község és falu Prahova megyében, Munténiában, Romániában. A hozzá tartozó települések: Bâra, Curcubeu és Lacu Turcului.

## Fekvése
A megye dél részén található, a Subkárpátokban, a megyeszékhelytől, Ploieștitől, huszonhéthét kilométerre délre, a Ialomița folyó mentén, az azonos nevű, Balta Doamnei-tó közelében.

## Története
Nevét Matei Basarab havasalföldi fejedelem feleségéről, Elina asszonyról kapta, akinek a birtoka volt. Régi neve Curcubeu Doamnei. 1889-ben I. Károly román király tulajdonába került, ez volt a tizenkét királyi birtok egyike.
A 19. század végén a község Balta Doamnei, Curcubeul valamint Lacul-Turcului falvakból állt, összesen 1273 lakossal. A község tulajdonában volt egy iskola valamint egy templom. Ezen időszakban Bâra falu, 456 lakossal, Lipia-Bojdani községhez tartozott, Ilfov megye Snagovul járásában.
1925-ös évkönyv szerint Balta Doamnei Prahova megye Câmpul járásához tartozott, 2107 lakossal. 1931-ben hozzácsatolták Bâra falut is.
1950-ben közigazgatási átszervezés alapján, a Prahova-i régió Ploiești rajonjához került, majd 1952-ben a Ploiești régióhoz csatolták.
1968-ban ismét megyerendszert vezettek be az országban, a község az újból létrehozott Prahova megye része lett.

## Lakossága
| Nemzetiségek | 2002 | 2002   |
| ------------ | ---- | ------ |
| Románok      | 2764 | 99,85% |
| Romák        | 4    | 0,14%  |
| Összesen     | 2768 | 100,0% |